# هيتومي شيمورا
هيتومي شيمورا (باليابانية: 紫村仁美؛ بالكانا: しむら ひとみ) هي منافسة ألعاب القوى يابانية، ولدت في 8 نوفمبر 1990 في توسو في اليابان.

## وصلات خارجية
- هيتومي شيمورا على موقع الاتحاد الدولي لألعاب القوى (الإنجليزية)
- هيتومي شيمورا على موقع الرابطة اليابانية لاتحادات ألعاب القوى (اليابانية)